# Обер, Даниэль
Даниэль-Франсуа́-Эспри Обе́р (фр. Daniel-François-Esprit Auber; 29 января 1782, Кан, провинция Нормандия — 13 мая 1871, Париж) — французский композитор, мастер французской комической оперы, основоположник жанра французской «большой» оперы; автор бывшего французского гимна La Parisienne.

## Биография
Отец композитора был художником-любителем, увлекался музыкой, играл на скрипке. Семья Обера долгое время занималась торговлей предметами искусства и владела антикварным магазином. Несмотря на то, что родители предназначали ему деловую карьеру, юному Оберу позволяли заниматься музыкой, к которой он с детства выказывал талант. Уже в раннем возрасте Обер играет на нескольких музыкальных инструментах; первым его учителем музыки был тирольский композитор Йозеф Алоис Ладурнер (Josef Alois Ladurner; 7.03.1769 — 20.02.1851). В возрасте 20 лет Обера отсылают в Лондон, чтобы он мог продолжить своё деловое образование. В 1804 году композитор вынужден вернуться обратно в связи с разрывом Англией и Францией Амьенского мира.
В это время он пробует заниматься музыкой и по предложению виолончелиста Ламара пишет несколько концертов для виолончели, которые тот выдаёт за свои. Концерты пользуются успехом, секрет их авторства недолго хранится в тайне, и Оберу от скрипача Мазаса поступает несколько заказов на концерты для скрипки.
Первые успехи на музыкальном поприще побуждают Обера попробовать свои силы в оперном жанре и в 1805 году он пишет свою первую оперу «Минутное заблуждение» (L’erreur d’un moment). Первая постановка оперы, название которой изменили на «Жюли» (Julie) была осуществлена в 1811 году любителями, в доме принца Шиме в Бельгии; концертмейстером постановки был французский художник Энгр. Среди слушателей находился итальянский композитор Керубини. Он нашёл талант молодого композитора столь многообещающим, что принял его в число своих учеников.
Следующую свою оперу «Жан де Кувен» (Jean de Couvin) Обер пишет в сентябре 1812 года. Её постановка, также осуществлённая в доме принца Шиме, проходит с большим успехом. Премьера его третьей оперы, «Военная жизнь» (Le sejour militaire, 1813), состоялась в Париже в Театре Фейдо — публика отнеслась к ней неблагосклонно, постановка провалилась. Такой приём настолько расстроил композитора, что отвратил его от сочинения музыки на несколько лет. Неудачи в бизнесе и смерть отца в 1819 году побудили его вернуться на музыкальное поприще. В том же году он пишет оперу «Завещание и любовные записки» (Le testament et les billets-doux), которая также встречает прохладный приём у публики. Но композитор не унывает и уже в следующем году создаёт трёхактную оперу «Госпожа-пастушка» (La bergère châtelaine), которая становится началом его восхождения к славе.
В 1822 году Обер начинает сотрудничество с драматургом и либреттистом Эженом Скрибом. Опера «Лейчестер или Кенильвортский замок» (Leicester ou Le Château de Kenilworth, 1823) стала их первой совместной работой. Опера выдержала 60 представлений. В ней ещё чувствуется влияние Россини, но уже вскорости Обер выработает свой собственный, неповторимый стиль, характеризующийся грациозностью мелодий, лёгкостью, живостью и элегантностью.
Двумя годами позже опера «Каменщик» (Le maçon, 1825) стала первым важным триумфом, прочно заняв место во французском оперном репертуаре на протяжении всего XIX века и выдержав 525 представлений в Опера-Комик (последнее представление состоялось в 1896 году).
Всего три года понадобилось Оберу, чтобы прочно занять надлежащее место в истории французской оперы: 29 февраля 1828 года в Опера-Комик состоялась премьера его оперы «Немая из Портичи». Она быстро стала чрезвычайно популярной по всей Европе. Построенная на ярких контрастах (восстание неаполитанских рыбаков против испанского владычества), проникнутая революционными настроениями, опера импонировала слушателям, вызывая подчас манифестации на спектаклях. Дуэт из оперы Amour sacre de la patrie был воспринят как новая Марсельеза, а исполнение оперы в Брюсселе 25 августа 1830 года, в которой главную партию исполнял прославленный тенор Адольф Нурри, послужила сигналом к началу революции, приведшей к отделению Бельгии от Нидерландов.
Эта опера вошла также в историю как попытка создания масштабной исторической музыкальной драмы. Благодаря ей на сцене парижской Opera появились новое освещение и стали применяться технические спецэффекты.
В 1829 году Обера избирают членом французской Академии изящных искусств. 28 января 1830 года состоялась премьера нового шедевра, оперы «Фра-Дьяволо» («Fra-Diavolo»), которая и по сей день входит в репертуар мировых оперных театров. Вплоть до 1911 года опера выдержала 909 постановок. Её французская и немецкая версии были настолько популярны, что в 1856—1857 гг. Обер создал её итальянский вариант в жанре опера-буффа, добавив несколько дополнительных номеров и заменив разговорные диалоги речитативами. Премьера итальянского варианта состоялась в лондонском театре Лицеум (The Lyceum; Ковент-Гарден до этого сгорел при пожаре) 9 июля 1857 года с блистательным составом актёров, во главе с Анджиолиной Бозио, Итало Гардони и Джорджио Ронкони. В России постановка этой оперы была разрешена только в 1857 году под названием «Палермские бандиты».

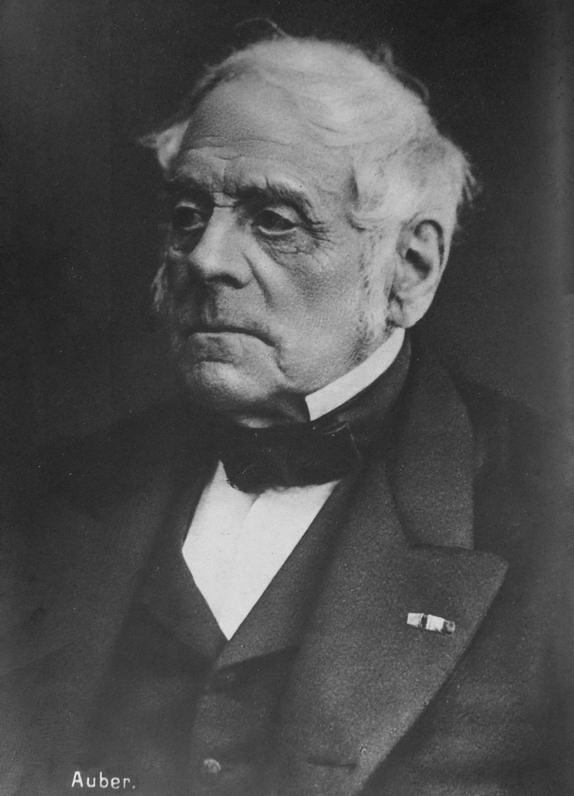
Франсуа Обер за три года до смерти. (с почтовой карточки 1910 года)

В том же году Обер занимает пост директора придворных концертов.
В 1831 году очередной успех — 20 июня состоялась премьера оперы «Любовный напиток» («Le philtre»), главную партию исполняет Адольф Нурри. Либретто оперы было переведено на итальянский и использовано Доницетти в его опере «Любовный напиток» («L’elisir d’amore»).
Двумя годами позже, 27 февраля 1833 года с триумфом проходит вторая «большая» опера Обера, «Густав III» («Gustave III»). Либретто этой оперы использовалось другими композиторами дважды: Саверио Меркаданте в опере «Регент» («Il reggente») и Джузеппе Верди в опере «Бал-маскарад» («Un ballo in maschera»). В Париже состоялось 169 представлений, тогда как в Лондоне опера выдержала 235 постановок.
1830-e и 1840-е годы становятся свидетелями других успехов Обера: «Бронзовая лошадь» («Le cheval de bronze») (1835), «L’ambassadrice» (1836), «Алмазы короны» («Les diamants de la couronne») (1841) и «Дьявольская доля» («La part du diable») (1843) и некоторые другие. В их ряду особо стоит выделить оперу комик «Чёрное домино» («Le domino noir») (1837), которая вплоть до начала Первой мировой войны не сходила с парижской оперной сцены, выдержав 1 209 постановок.
В 1842 году по указу короля Луи Филиппа Обер назначается на пост директора парижской Консерватории, который до этого занимал Керубини. В 1825 году Обер награждается орденом Почётного легиона, а в 1847 году становится его командором. В 1857 году император Наполеон III назначает Обера на должность придворного композитора.
Последний триумф композитора состоялся 15 февраля 1868 года: в Opera Comique с успехом прошла премьера его оперы «Первый день счастья» («Le premier jour de bonheur»).
Осаду Парижа в конце французско-прусской войны 1870—1871 гг. композитор встретил в своём старом доме в Париже, скончавшись во время Парижской Коммуны от сердечного приступа 13 мая 1871 года.

## Оперы
| год  | Оригинальное название                              | Название на русском языке                | Дата премьеры    | Место премьеры, театр   | Примечания |  |
| ---- | -------------------------------------------------- | ---------------------------------------- | ---------------- | ----------------------- | --- |  |
| 1805 | L’erreur d’un moment                               | Минутное заблуждение                     | 1805             | Париж, зал Doyen        | ред. 1811 г. — «Жюли» (Julie), Бельгия, Замок Шимэ |  |
| 1812 | Jean de Couvin                                     | Жан де Кувен                             | сентябрь 1812    | Бельгия, Замок Шимэ     | |  |
| 1813 | Le séjour militaire                                | Военная жизнь                            | 27 февраля 1813  | Париж, Опера-Комик      | |  |
| 1819 | Le testament et les billets-doux                   | Завещание и любовные записки             | 18 сентября 1819 | Париж, Опера-Комик      | |  |
| 1820 | Le bergère châtelaine                              | Госпожа-пастушка                         | 27 января 1820   | Париж, Опера-Комик      | |  |
| 1821 | Emma, ou La promesse imprudente                    | Эмма, или Неосторожное обещание          | 7 июля 1821      | Париж, Опера-Комик      | |  |
| 1823 | Leicester, ou Le château de Kenilworth             | Лестер, или Кенилвортский замок          | 25 января 1823   | Париж, Опера-Комик      | по мотивам романа Вальтера Скотта «Кенилворт» (1821) |  |
| 1823 | La neige, ou Le nouvel Éginard                     | Снег, или новый Эжинар                   | 8 октября 1823   | Париж, Опера-Комик      | |  |
| 1823 | Vendôme en Espagne                                 | Вандом в Испании                         | 5 декабря 1823   | Париж, Парижская опера  | совм. с Фердинаном Герольдом |  |
| 1824 | Les trois genres                                   | Три жанра                                | 27 апреля 1824   | Париж, Театр Одеон      | совм. с Адриеном Буальдье |  |
| 1824 | Le concert à la cour, ou La débutante              | Концерт при дворе, или Дебютантка        | 3 июня 1824      | Париж, Опера-Комик      | |  |
| 1824 | Léocadie                                           | Леокадия                                 | 4 ноября 1824    | Париж, Опера-Комик      | |  |
| 1825 | Le maçon                                           | Каменщик                                 | 3 мая 1825       | Париж, Опера-Комик      | |  |
| 1826 | Le timide, ou Le nouveau séducteur                 | Робкий, или Новый соблазнитель           | 30 мая 1826      | Париж, Опера-Комик      | |  |
| 1826 | Fiorella                                           | Фиорелла                                 | 28 ноября 1826   | Париж, Опера-Комик      | |  |
| 1828 | Masaniello, ou La muette de Portici                | Мазаньелло, или Немая из Портичи         | 28 февраля 1828  | Париж, Опера Ле Пелетье | |  |
| 1829 | La fiancée                                         | Невеста                                  | 10 января 1829   | Париж, Опера-Комик      | |  |
| 1830 | Fra Diavolo, ou L’hôtellerie de Terracine          | Фра Дьяволо                              | 28 января 1830   | Париж, Опера-Комик      | |  |
| 1830 | Le dieu et la bayadère, ou La courtisane amoureuse | Бог и баядера, или Влюблённая куртизанка | 13 октября 1830  | Париж, Опера Ле Пелетье | опера-балет в двух актах, либретто Эжена Скриба, хореография Филиппо Тальони, Брама — Адольф Нурри, Золое — Мария Тальони                                         |  |
| 1831 | Le philtre                                         | Любовное зелье                           | 20 июня 1831     | Париж, Опера Ле Пелетье | |  |
| 1831 | La Marquise de Brinvilliers                        | Маркиза де Бренвильер                    | 31 октября 1831  | Париж, Театр Опера      | совм. с Дезире Баттоном, Анри Бертоном, Феличе Бланджини, Адриеном Буальдье, Микеле Карафа ди Колобрано, Луиджи Керубини, Фердинаном Герольдом, Фердинандо Паэром |  |
| 1832 | Le serment, ou Les faux-monnayeurs                 | Клятва, или фальшивомонетчики            | 1 октября 1832   | Париж, Опера Ле Пелетье | |  |
| 1833 | Gustave III, ou Le bal masqué                      | Густав III, или Бал-маскарад             | 27 февраля 1833  | Париж, Опера Ле Пелетье | |  |
| 1834 | Lestocq, ou L’intrigue et l’amour                  | Лесток, или Интрига и любовь             | 24 мая 1834      | Париж, Опера-Комик      | |  |
| 1835 | Le cheval de bronze                                | Бронзовая лошадь                         | 23 марта 1835    | Париж, Опера-Комик      | ред. 21 сентября 1857 — опера-балет, Париж, Театр Опера |  |
| 1836 | Actéon                                             | Актеон                                   | 23 января 1836   | Париж, Опера-Комик      | |  |
| 1836 | Les chaperons blancs                               | Белые капюшоны                           | 9 апреля 1836    | Париж, Опера-Комик      | |  |
| 1836 | L’ambassadrice                                     | Жена посла                               | 21 декабря 1836  | Париж, Опера-Комик      | |  |
| 1837 | Le domino noir                                     | Чёрное домино                            | 2 декабря 1837   | Париж, Опера-Комик      | |  |
| 1839 | Le lac des fées                                    | Озеро фей                                | 1 апреля 1839    | Париж, Театр Опера      | |  |
| 1840 | Zanetta, ou Jouer avec le feu                      | Занетта, или Игры с огнём                | 18 мая 1840      | Париж, Опера-Комик      | |  |
| 1841 | Les diamants de la couronne                        | Алмазы короны                            | 6 марта 1841     | Париж, Опера-Комик      | |  |
| 1842 | Le Duc d’Olonne                                    | Герцог д’Олонн                           | 4 февраля 1842   | Париж, Опера-Комик      | |  |
| 1843 | La part du diable                                  | Дьявольская доля                         | 16 января 1843   | Париж, Опера-Комик      | |  |
| 1844 | La sirène                                          | Сирена                                   | 26 марта 1844    | Париж, Опера-Комик      | |  |
| 1845 | La barcarolle, ou L’amour et la musique            | Баркарола, или Любовь и музыка           | 22 апреля 1845   | Париж, Опера-Комик      | |  |
| 1847 | Les premiers pas                                   | Первые шаги                              | 15 ноября 1847   | Париж, Парижская опера  | совм. с Адольфом Аданом, Микеле Карафа ди Колобрано, Фроманталем Галеви                                                                                           |  |
| 1847 | Haydée, ou Le secret                               | Гайде, или Тайна                         | 28 декабря 1847  | Париж, Опера-Комик      | |  |
| 1850 | L’enfant prodigue                                  | Блудный сын                              | 6 декабря 1850   | Париж, Театр Опера      | |  |
| 1851 | Zerline, ou La corbeille d’oranges                 | Церлина, или Корзина апельсинов          | 16 мая 1851      | Париж, Театр Опера      | |  |
| 1852 | Marco Spada                                        | Ма́рко Спа́да                              | 21 декабря 1852  | Париж, Опера-Комик      | ред. 1 апреля 1857 — Marco Spada, ou La fille du bandit (ballet) (Марко Спада, или дочь бандита; балет); Париж, Театр Опера                                       |  |
| 1855 | Jenny Bell                                         | Женни Белл                               | 2 июня 1855      | Париж, Опера-Комик      | |  |
| 1856 | Manon Lescaut                                      | Манон Леско                              | 23 февраля 1856  | Париж, Опера-Комик      | |  |
| 1861 | La circassienne                                    | Черкешенка                               | 2 февраля 1861   | Париж, Опера-Комик      | |  |
| 1864 | La fiancée du Roi de Garbe                         | Невеста короля де Гарб                   | 11 января 1864   | Париж, Опера-Комик      | |  |
| 1868 | Le premier jour de bonheur                         | Первый день счастья                      | 15 февраля 1868  | Париж, Опера-Комик      | |  |
| 1869 | Rêve d’amour                                       | Мечта любви                              | 20 декабря 1869  | Париж, Опера-Комик      | |  |

## Память
Именем Даниэля Обера названы:
- улицы в Париже (Rue Auber, Paris), Лилле (Rue Auber, Lille), Туркуэне (Rue Auber, Tourcoing);
- станция линии А подземной городской железной дороги в Париже — (RER Auber на карте)
- улицы в нескольких городах Канады.